# یک شب بارانی
یک شب بارانی (به هندی: Barsaat Ki Ek Raat) فیلمی محصول سال ۱۹۸۱ و به کارگردانی شاکتی سامانتا است. در این فیلم بازیگرانی همچون آمیتاب باچان، راکهی گولزار، امجد خان، آبی باتاچاریا، اوتپال دوت ایفای نقش کرده‌اند.